# Canoagem nos Jogos Olímpicos de Verão de 2024 - K-1 1000 m masculino
A competição do K-1 1000 m masculino da canoagem de velocidade nos Jogos Olímpicos de Verão de 2024 foi realizada no Estádio Náutico de Vaires-sur-Marne, na Ilha de França, em 7 e 10 de agosto de 2024. Um total de 29 canoístas de 24 Comitês Olímpicos Nacionais (CON) participaram do evento.

## Qualificação
Cada CON poderia qualificar dois barcos no K-1 1000 metros masculino. Um total de 29 vagas estavam disponíveis, alocadas através do Campeonato Mundial de Canoagem de Velocidade de 2023, torneios continentais (uma cada para Ásia, África, Europa, Américas e Oceania), além de vagas por realocação, universalidade ou convite.
As vagas de qualificação foram concedidas ao CON, não necessariamente aos canoístas que obtiveram as vagas.

## Formato
A canoagem de velocidade utiliza um formato de quatro fases para eventos com pelo menos 11 barcos, com eliminatórias, quartas de final, semifinais e finais. Os detalhes para cada fase dependem de quantos barcos estejam inscritos para a competição.
O percurso é um trajeto de águas tranquilas com 9 metros de largura. O nome do evento descreve o formato particular da canoagem de velocidade. O formato "K" significa um caiaque (do inglês kayak), na qual o canoísta fica sentado e utiliza dois remos e tem um leme operado pelo pé (em oposição a canoa, em que o canoísta fica ajoelhado e utiliza um único remo para remar e dirigir). O "1" é o número de canoístas em cada barco. Os "1000 metros" são a distância da prova.

## Calendário
Horário local (UTC+2)
| Dia          | Horário | Fase             |
| ------------ | ------- | ---------------- |
| 7 de agosto  | 10:40   | Eliminatórias    |
| 7 de agosto  | 14:10   | Quartas de final |
| 10 de agosto | 11:10   | Semifinais       |
| 10 de agosto | 13:10   | Finais           |

## Medalhistas
| Ouro   | CZE Josef Dostál  |
| Prata  | HUN Ádám Varga    |
| Bronze | HUN Bálint Kopasz |

## Resultados

### Eliminatórias
Os dois primeiros barcos em cada bateria avançam diretamente para as semifinais e os restantes para as quartas de final.
Bateria 1
| Pos. | Raia | Canoísta           | CON                               | Tempo   | Notas |
| ---- | ---- | ------------------ | --------------------------------- | ------- | ----- |
| 1    | 5    | Fernando Pimenta   | POR Portugal                      | 3:29.76 | SF    |
| 2    | 2    | Uladzislau Kravets | AIN Atletas Individuais Neutros   | 3:32.07 | SF    |
| 3    | 4    | Jonas Ecker        | USA Estados Unidos                | 3:37.21 | QF    |
| 4    | 3    | Saeid Fazloula     | EOR Equipe Olímpica de Refugiados | 3:42.80 | QF    |
| 5    | 6    | Achraf El Aidi     | MAR Marrocos                      | 3:50.36 | QF    |
| 6    | 7    | Tuva'a Clifton     | SAM Samoa                         | 3:54.49 | QF    |

Bateria 2
| Pos. | Raia | Canoísta            | CON                | Tempo   | Notas |
| ---- | ---- | ------------------- | ------------------ | ------- | ----- |
| 1    | 2    | Anton Winkelmann    | GER Alemanha       | 3:27.80 | SF    |
| 2    | 5    | Martin Nathell      | SWE Suécia         | 3:28.36 | SF    |
| 3    | 6    | Francisco Cubelos   | ESP Espanha        | 3:28.40 | QF    |
| 4    | 4    | Zhang Dong          | CHN China          | 3:35.83 | QF    |
| 5    | 3    | René Holten Poulsen | DEN Dinamarca      | 3:40.14 | QF    |
| 6    | 7    | Aaron Small         | USA Estados Unidos | 3:40.87 | QF    |

Bateria 3
| Pos. | Raia | Canoísta          | CON               | Tempo   | Notas |
| ---- | ---- | ----------------- | ----------------- | ------- | ----- |
| 1    | 5    | Bálint Kopasz     | HUN Hungria       | 3:26.44 | SF    |
| 2    | 4    | Agustín Vernice   | ARG Argentina     | 3:27.18 | SF    |
| 3    | 7    | Hamish Lovemore   | RSA África do Sul | 3:28.19 | QF    |
| 4    | 3    | Andrej Olijnik    | LTU Lituânia      | 3:38.02 | QF    |
| 5    | 6    | Matías Otero      | URU Uruguai       | 3:43.65 | QF    |
| 6    | 2    | Bekarys Ramatulla | KAZ Cazaquistão   | 3:44.47 | QF    |

Bateria 4
| Pos. | Raia | Canoísta        | CON          | Tempo   | Notas |
| ---- | ---- | --------------- | ------------ | ------- | ----- |
| 1    | 7    | Ádám Varga      | HUN Hungria  | 3:28.56 | SF    |
| 2    | 5    | Jakob Thordsen  | GER Alemanha | 3:29.88 | SF    |
| 3    | 6    | Maxime Beaumont | FRA França   | 3:30.64 | QF    |
| 4    | 4    | Artuur Peters   | BEL Bélgica  | 3:31.55 | QF    |
| 5    | 2    | Adrián del Río  | ESP Espanha  | 3:33.81 | QF    |
| 6    | 3    | Ali Aghamirzaei | IRI Irã      | 3:36.58 | QF    |

Bateria 5
| Pos. | Raia | Canoísta             | CON               | Tempo   | Notas |
| ---- | ---- | -------------------- | ----------------- | ------- | ----- |
| 1    | 4    | Thomas Green         | AUS Austrália     | 3:35.99 | SF    |
| 2    | 5    | Josef Dostál         | CZE Chéquia       | 3:37.83 | SF    |
| 3    | 6    | Shakhriyor Makhkamov | UZB Uzbequistão   | 3:40.25 | QF    |
| 4    | 3    | Vagner Souta         | BRA Brasil        | 3:46.17 | QF    |
| 5    | 7    | Andrew Birkett       | RSA África do Sul | 3:53.31 | QF    |

### Quartas de final
Os dois primeiros barcos em cada bateria avançam para as semifinais; os restantes são eliminados.
Quartas de final 1
| Pos. | Raia | Canoísta        | CON                | Tempo   | Notas |
| ---- | ---- | --------------- | ------------------ | ------- | ----- |
| 1    | 4    | Maxime Beaumont | FRA França         | 3:29.66 | SF    |
| 2    | 7    | Matías Otero    | URU Uruguai        | 3:30.81 | SF    |
| 3    | 8    | Ali Aghamirzaei | IRI Irã            | 3:33.78 |       |
| 4    | 6    | Zhang Dong      | CHN China          | 3:37.75 |       |
| 5    | 5    | Jonas Ecker     | USA Estados Unidos | 3:41.77 |       |
| 6    | 3    | Vagner Souta    | BRA Brasil         | 3:50.72 |       |
| 7    | 2    | Tuva'a Clifton  | SAM Samoa          | 3:55.20 |       |

Quartas de final 2
| Pos. | Raia | Canoísta            | CON                               | Tempo   | Notas |
| ---- | ---- | ------------------- | --------------------------------- | ------- | ----- |
| 1    | 3    | René Holten Poulsen | DEN Dinamarca                     | 3:35.48 | SF    |
| 2    | 5    | Hamish Lovemore     | RSA África do Sul                 | 3:36.64 | SF    |
| 3    | 7    | Andrew Birkett      | RSA África do Sul                 | 3:38.11 |       |
| 4    | 4    | Saeid Fazloula      | EOR Equipe Olímpica de Refugiados | 3:40.94 |       |
| 5    | 2    | Bekarys Ramatulla   | KAZ Cazaquistão                   | 3:45.77 |       |
| 6    | 6    | Artuur Peters       | BEL Bélgica                       | 3:51.20 | SF    |

Quartas de final 3
| Pos. | Raia | Canoísta             | CON                | Tempo   | Notas |
| ---- | ---- | -------------------- | ------------------ | ------- | ----- |
| 1    | 7    | Adrián del Río       | ESP Espanha        | 3:30.39 | SF    |
| 2    | 4    | Francisco Cubelos    | ESP Espanha        | 3:33.74 | SF    |
| 3    | 5    | Shakhriyor Makhkamov | UZB Uzbequistão    | 3:35.43 |       |
| 4    | 6    | Andrej Olijnik       | LTU Lituânia       | 3:36.72 |       |
| 5    | 2    | Aaron Small          | USA Estados Unidos | 3:42.05 |       |
| 6    | 3    | Achraf El Aidi       | MAR Marrocos       | 4:02.27 |       |

### Semifinais
Os quatro primeiros barcos em cada bateria avançam para a Final A; os restantes avançam para a Final B.
Semifinal 1
| Pos. | Raia | Canoísta            | CON           | Tempo   | Notas |
| ---- | ---- | ------------------- | ------------- | ------- | ----- |
| 1    | 4    | Bálint Kopasz       | HUN Hungria   | 3:28.76 | FA    |
| 2    | 5    | Fernando Pimenta    | POR Portugal  | 3:29.14 | FA    |
| 3    | 2    | Jakob Thordsen      | GER Alemanha  | 3:29.34 | FA    |
| 4    | 6    | Martin Nathell      | SWE Suécia    | 3:30.14 | FA    |
| 5    | 8    | Francisco Cubelos   | ESP Espanha   | 3:30.52 | FB    |
| 6    | 0    | Artuur Peters       | BEL Bélgica   | 3:32.81 | FB    |
| 7    | 3    | Thomas Green        | AUS Austrália | 3:33.52 | FB    |
| 8    | 7    | René Holten Poulsen | DEN Dinamarca | 3:35.50 | FB    |
| 9    | 1    | Matías Otero        | URU Uruguai   | 3:48.91 | FB    |

Semifinal 2
| Pos. | Raia | Canoísta           | CON                             | Tempo   | Notas |
| ---- | ---- | ------------------ | ------------------------------- | ------- | ----- |
| 1    | 5    | Ádám Varga         | HUN Hungria                     | 3:27.92 | FA    |
| 2    | 6    | Agustín Vernice    | ARG Argentina                   | 3:28.18 | FA    |
| 3    | 2    | Josef Dostál       | CZE Chéquia                     | 3:29.05 | FA    |
| 4    | 3    | Uladzislau Kravets | AIN Atletas Individuais Neutros | 3:29.64 | FA    |
| 5    | 7    | Maxime Beaumont    | FRA França                      | 3:30.99 | FB    |
| 6    | 8    | Adrián del Río     | ESP Espanha                     | 3:31.07 | FB    |
| 7    | 4    | Anton Winkelmann   | GER Alemanha                    | 3:31.51 | FB    |
| 8    | 1    | Hamish Lovemore    | RSA África do Sul               | 3:33.89 | FB    |

### Finais
Na Final A são decididos os medalhistas.
Final B
| Pos. | Raia | Canoísta            | CON               | Tempo   | Notas |
| ---- | ---- | ------------------- | ----------------- | ------- | ----- |
| 9    | 8    | Hamish Lovemore     | RSA África do Sul | 3:27.94 |       |
| 10   | 2    | Anton Winkelmann    | GER Alemanha      | 3:28.04 |       |
| 11   | 5    | Francisco Cubelos   | ESP Espanha       | 3:28.10 |       |
| 12   | 6    | Adrián del Río      | ESP Espanha       | 3:29.42 |       |
| 13   | 3    | Artuur Peters       | BEL Bélgica       | 3:30.29 |       |
| 14   | 0    | Matías Otero        | URU Uruguai       | 3:30.48 |       |
| 15   | 4    | Maxime Beaumont     | FRA França        | 3:31.42 |       |
| 16   | 1    | René Holten Poulsen | DEN Dinamarca     | 3:31.62 |       |
| 17   | 7    | Thomas Green        | AUS Austrália     | 3:32.72 |       |

Final A
| Pos.              | Raia | Canoísta           | CON                             | Tempo   | Notas |
| ----------------- | ---- | ------------------ | ------------------------------- | ------- | ----- |
| Medalha de ouro   | 2    | Josef Dostál       | CZE Chéquia                     | 3:24.07 |       |
| Medalha de prata  | 4    | Ádám Varga         | HUN Hungria                     | 3:24.76 |       |
| Medalha de bronze | 5    | Bálint Kopasz      | HUN Hungria                     | 3:25.68 |       |
| 4                 | 8    | Uladzislau Kravets | AIN Atletas Individuais Neutros | 3:28.10 |       |
| 4                 | 6    | Agustín Vernice    | ARG Argentina                   | 3:28.10 |       |
| 6                 | 3    | Fernando Pimenta   | POR Portugal                    | 3:29.59 |       |
| 7                 | 1    | Martin Nathell     | SWE Suécia                      | 3:31.06 |       |
| 8                 | 7    | Jakob Thordsen     | GER Alemanha                    | 3:36.82 |       |